# 4790 Petrpravec
A 4790 Petrpravec (ideiglenes jelöléssel 1988 PP) a Naprendszer kisbolygóövében található aszteroida. Eleanor F. Helin fedezte fel 1988. augusztus 9-én.